# 第50回ヴェネツィア国際映画祭
第50回ヴェネツィア国際映画祭は、1993年8月31日から9月11日にかけて開催された。

## 上映作品

### コンペティション部門
| 日本語題                                    | 原題                          | 監督                           | 製作国              |
| ------------------------------------------- | ----------------------------- | ------------------------------ | ------------------- |
| ショート・カッツ                            | Short Cuts                    | ロバート・アルトマン           | アメリカ合衆国      |
|                                             | De eso no se habla            | マリア・ルイサ・ベンベルグ     | アルゼンチン        |
|                                             | Un, deux, trois, soleil       | ベルトラン・ブリエ             | フランス            |
| この大地の上に                              | Aqui na Terra                 | ジョアン・ボテリョ             | ポルトガル          |
|                                             | La prossima volta il fuoco    | ファビオ・カルピ               | イタリア            |
|                                             | Dove siete? Io sono qui       | リリアーナ・カヴァーニ         | イタリア            |
| アブノーマル                                | Bad Boy Bubby                 | ロルフ・デ・ヒーア             | オーストラリア      |
| ブロンクス物語/愛につつまれた街             | A Bronx Tale                  | ロバート・デ・ニーロ           | アメリカ合衆国      |
| スネーク・アイズ                            | Dangerous Game                | アベル・フェラーラ             | アメリカ合衆国      |
|                                             | Rozmowa z czlowiekiem z szafy | マリウシュ・グジャゴルチェク   | ポーランド          |
| ゴダールの決別                              | Hélas pour moi                | ジャン＝リュック・ゴダール     | フランス スイス     |
|                                             | L'ombre du doute              | アリーヌ・イゼルマン           | フランス            |
| トリコロール/青の愛                         | Trois couleurs: Bleu          | クシシュトフ・キェシロフスキ   | フランス ポーランド |
| コシュ・バ・コシュ/恋はロープウェイに乗って | Kosh ba kosh                  | バフティヤル・フドイナザーロフ | タジキスタン        |
|                                             | 誘僧                          | クララ・ロー                   | イギリス領香港      |
| 吉祥村の日々                                | 雑嘴子                        | リュー・ミャオミャオ           | 中国                |
| 愛よりも非情                                | Dispara!                      | カルロス・サウラ               | スペイン            |
|                                             | Un'anima divisa in due        | シルヴィオ・ソルディーニ       | イタリア            |
| カウガール・ブルース                        | Even Cowgirls Get the Blues   | ガス・ヴァン・サント           | アメリカ合衆国      |

## 審査員
- ピーター・ウィアー （ オーストラリア/映画監督） 審査員長
- モハメッド・カマラ （ ギニア/俳優、映画監督）
- ピエール＝アンリ・ドロー （ フランス/映画祭ディレクター）
- カルラ・グラヴィーナ （ イタリア/女優）
- ジェームズ・アイヴォリー （ アメリカ合衆国/映画監督）
- チェン・カイコー （ 中国/映画監督）
- ネルソン・ペレイラ・ドス・サントス （ ブラジル/映画監督）
- アブドゥラフ・シドラン （ ユーゴスラビア/作家）
- ジュゼッペ・トルナトーレ （ イタリア/映画監督）

## 受賞結果
- 金獅子賞：『ショート・カッツ』（ロバート・アルトマン）、『トリコロール/青の愛』（クシシュトフ・キェシロフスキ）
- 銀獅子賞：『コシュ・バ・コシュ/恋はロープウェイに乗って』（バフティヤル・フドイナザーロフ）
- 審査員特別大賞：『アブノーマル』（ロルフ・デ・ヒーア）
- 男優賞：ファブリッツィオ・ベンティヴォリオ （『Un'anima divisa in due』）
- 女優賞：ジュリエット・ビノシュ （『トリコロール/青の愛』）
- 助演男優賞：マルチェロ・マストロヤンニ （『Un, deux, trois, soleil』）
- 助演女優賞：アンナ・ボナルート （『Dove siete? Io sono qui』）
- 撮影賞：スワヴォミール・イジャック （『トリコロール/青の愛』）
- 音楽賞：シェーブ・ハーレド （『Un, deux, trois, soleil』）
- 上院議会金メダル：『吉祥村の日々』 （リュー・ミャオミャオ）
- 特別ヴォルピ杯：『ショート・カッツ』の出演者全員